# Carrossel
Carrossel er en brasiliansk tv-serie fra 2012. Hovedrollerne spilles af henholdsvis Rosanne Mulholland (Helena Fernandes), Gustavo Wabner (René Magalhães), Larissa Manoela (Maria Joaquina Medsen) og Jean Paulo Campos (Cirilo Rivera).